# فجوج بوغراره سعودی
فجوج بوغراره سعودی (به عربی: الفجوج بوغرارة سعودي) یک شهرداری در الجزایر است که در استان ام‌البواقی واقع شده‌است.
 فجوج بوغراره سعودی  ۳٬۶۵۸ نفر جمعیت دارد.